# Профундаль
Профунда́ль (рос. профундаль, англ. profundal, aphytal; нім. Profundal n) — глибока частина озер, морів, океанів, для якої характерна значна глибина і відсутність хвильових рухів, вітрового перемішування та донної рослинності.
Дно профундалі, як правило, вкрите мулом, донна рослинність відсутня; сильно розвинута флора бактерій та грибків, внаслідок чого в мулах накопичуються гази — метан, водень, сірководень і (в озерах) протікає утворення озерної залізної руди.